# Sedimentologie

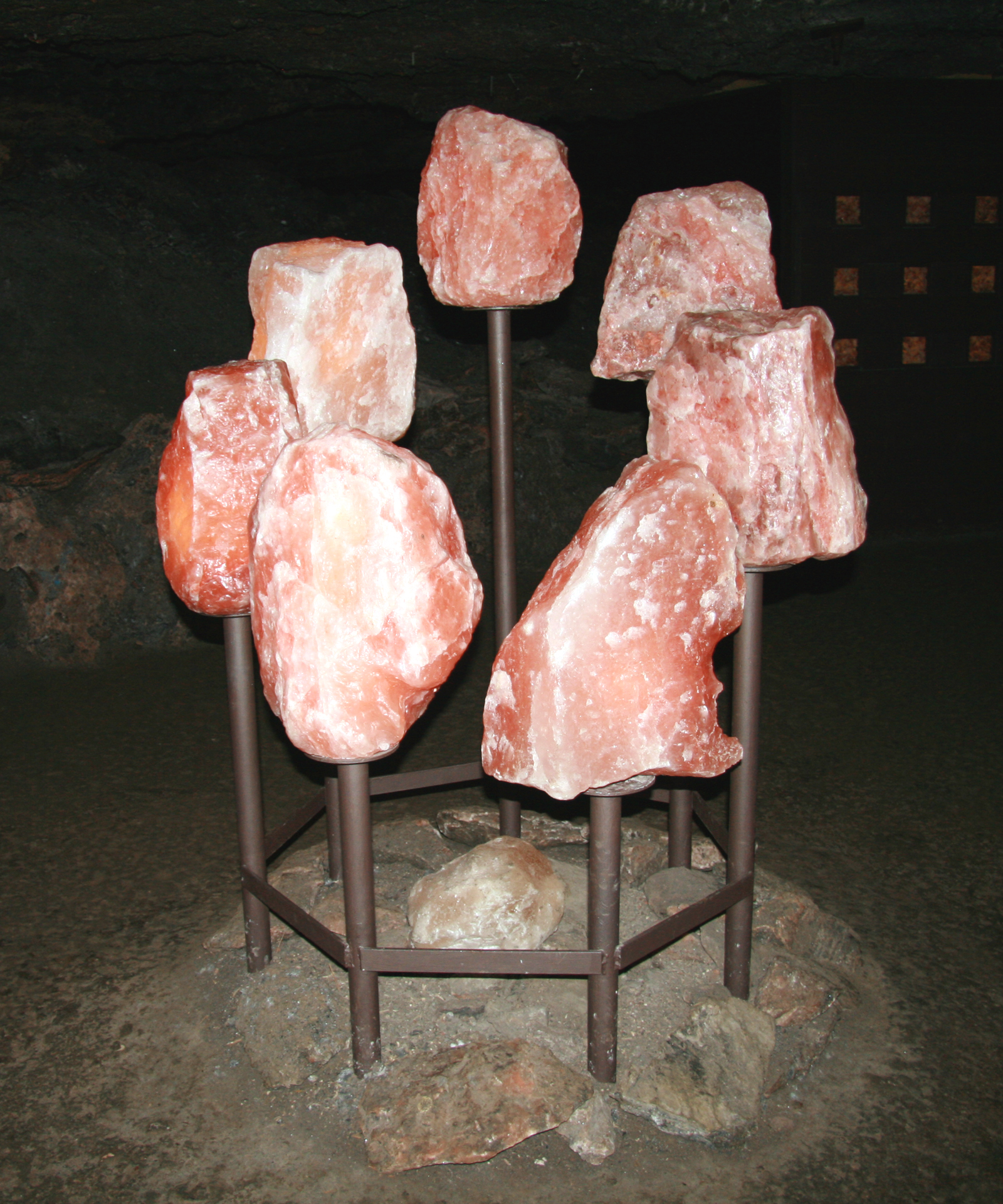
Krystaly halitu v rakouském solném dole u Hallstattu

Sedimentologie je nauka o sedimentech, jejich složení, vzniku i o veškerých sedimentačních pochodech. Zahrnuje sedimentární petrologii, která se zabývá procesy vedoucími ke vzniku usazených hornin na zemském povrchu, a sedimentární petrografii, která se zabývá hlavně mikroskopickým studiem sedimentů. Všeobecné studium usazených hornin se označuje jako litologie.

## Předmět studia
Sedimentologie zahrnuje studium moderních sedimentů jako je písek, bahno a hlína a procesy, které mají za následek jejich uložení. Sedimentologové uplatňují své znalosti moderních postupů k interpretaci geologické historie prostřednictvím pozorování sedimentárních hornin a sedimentárních struktur.
Sedimentární horniny pokrývají většinu zemského povrchu, zaznamenávají hodně z historie Země a přechovávají fosílie. Sedimentologie je úzce spojena se stratigrafií, která studuje fyzikální a časové vztahy mezi vrstvami hornin.
Předpoklad, že procesy ovlivňující Zemi jsou dnes stejné jako v minulosti, je základem pro určení sedimentárních vlastností v horninách. Porovnáním podobných vlastností dnes s vlastnostmi v horninách (například srovnáním moderních písčitých s dunami zachovanými ve starých Liparských pískovcích) geologové rekonstruují dřívější prostředí.

## Typy sedimentárních hornin

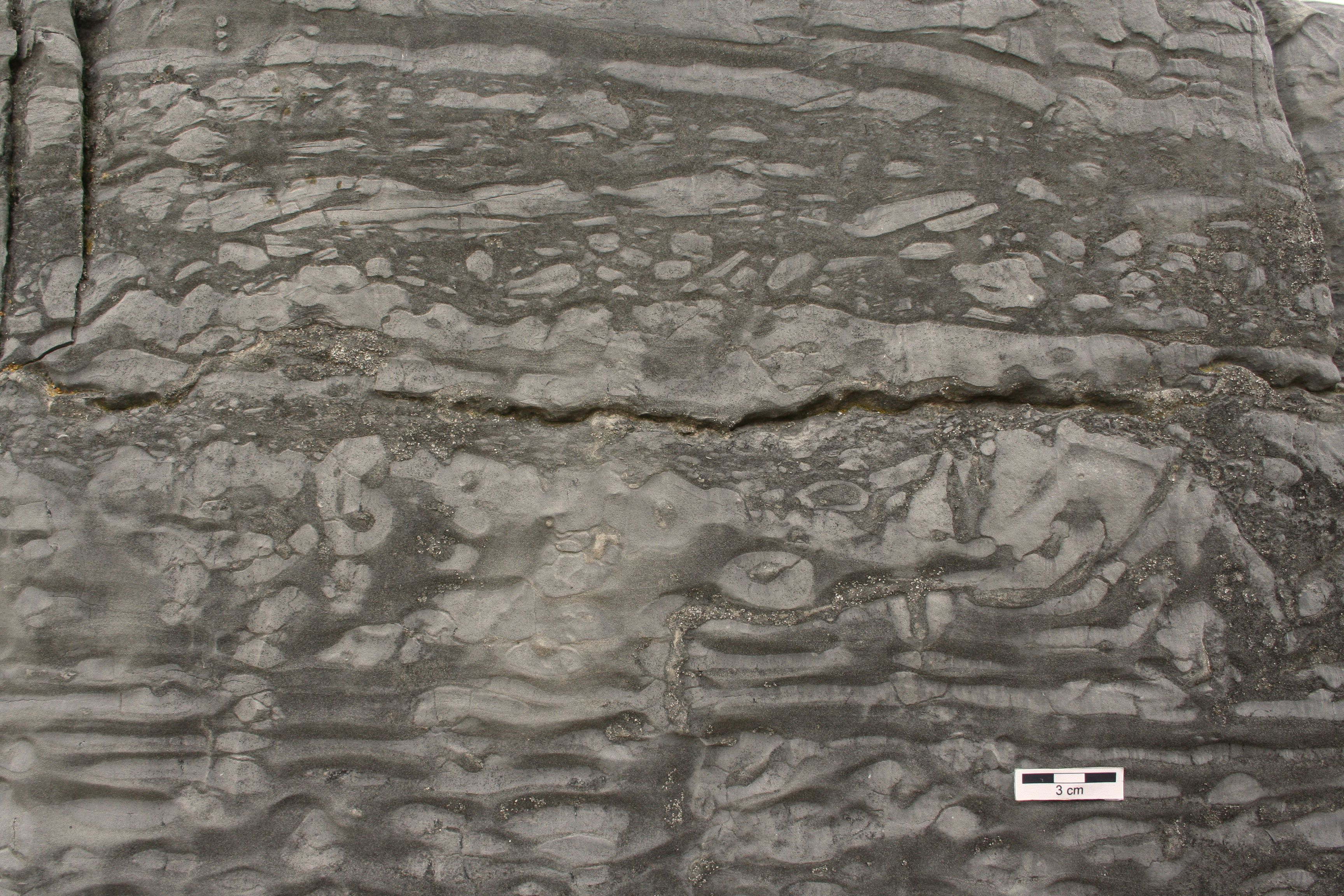
Onkolit z období Ordoviku nalezeny poblíž Crown Pointu v New Yorku, (Rygel, M.C.)

Existují čtyři základní typy sedimentárních hornin: klastické, uhličitany, evapority a chemické.
- Klastické horniny jsou složeny z částic pocházejících ze zvětrávání a eroze předchozích hornin a skládají se především z fragmentů materiálu. Jsou klasifikovány podle převažující velikosti zrna a jejich složení.
- Uhličitany jsou složeny z různých karbonátových minerálů (nejčastěji z uhličitanu vápenatého) sražených různými organickými a anorganickými procesy. Většina karbonátových hornin se skládá z materiálu z útesů.
- Evapority jsou tvořeny prostřednictvím odpařování vody na zemském povrchu a nejčastěji zahrnují halit nebo sádrovec.
- Chemické sedimentární horniny, včetně některých uhličitanů, jsou naplaveny srážením minerálů z vodních toků.[6]

## Význam sedimentárních hornin
Sedimentární horniny poskytují velké množství produktů, které moderní i starověké společnosti začaly využívat.
- Umění: mramor je příkladem použití sedimentárních hornin v honbě za estetikou a uměním.
- Architektonické využití: kámen pocházející z usazených hornin se používá jako dekorační kámen v architektuře. Zejména břidlice na zastřešování a pískovec pro nosné pilíře.
- Keramika a průmyslové materiály: hlína pro hrnčířství a keramiku, včetně cihel. Cement a vápno jsou odvozeny z vápence.
- Energie: ropná geologie spoléhá na schopnosti sedimentárních hornin vytvářet usazeniny ropných olejů. V usazených horninách se nachází uhlí a ropné břidlice.
- Podzemní voda: sedimentární horniny obsahují velký podíl podzemních vrstev vody. Naše chápání rozsahu těchto zvodní a množství vody, které z nich může být staženo, závisí na znalostech skal, které je drží (nádrž).[7]